# هيكتور كاسترو
هيكتور كاسترو (بالإسبانية: Héctor Castro) (29 نوفمبر 1904 في مونتيفيديو ، الأوروغواي – 15 سبتمبر 1960 في مونتيفيديو، الأوروغواي) لاعب ومدرب كرة قدم أوروغواياني كان يجيد اللعب في مركز المهاجم .

## النشأة
ولد كاسترو في عاصمة الأوروغواي مونتيفيديو . عندما بلغ من العمر 13 سنة بتر في حادث عرضي ذراعه الأيمن عن طريق المنشار الكهربائي مما منحه لقب المانكو ومعناه باللغة العربية ذو الذراع الواحدة.

## المسيرة الرياضية

### الأندية
بدأ كاسترو مسيرته الرياضية في نادي ناسيونال مونتيفيديو سنة 1923 وساهم في تتويجه ببطولة دوري الدرجة الممتازة 3 مرات في 1924 ، 1933 ، و 1934 .

### موسم 1933
في موسم 1933 من بطولة دوري الدرجة الممتازة سجل كاسترو هدف أثار جدلا كبيرا . أثناء إحدى المباريات خرجت الكرة بكامل محيطها خارج الملعب ولكنه بسرعة فائقة استطاع استعادتها وارجاعها إلى داخل الملعب وبناء هجمة خطيرة لتنتهي بتسجيل هدف المباراة الوحيد في مواجهة الغريم التقليدي بينارول . وكان نادي بينارول يعاني كثيرا أثناء المباراة من قرارات الحكم تيليسفورو رودريغيز الذي طرد 3 لاعبين منه وبعدها تعرض إلى إصابة وقرر ترك الملعب وحل محله أحد مساعديه وهو لويس سكاندروغليو الذي كان أول قرار يتخذه هو إنهاء المباراة في الدقيقة 70 بسبب سوء إضاءة الملعب.
بعد مرور شهرين وتحديدا في 30 يوليو قررت اللجنة المنظمة إلغاء الهدف وإلغاء طرد أحد اللاعبين الثلاثة وهو أوليسيس تشيفليت . كما تقرر استكمال بقية دقائق المباراة المتبقية وهي عشرين دقيقة على ملعب سنتيناريو من دون حضور جمهور أي من الفريقين . وبالفعل أقيمت المباراة من دون جمهور وبدئت من الدقيقة السبعون وانتهت بدون أهداف وتم تمديد الوقت لشوطين إضافيين ولكن استمرت النتيجة سلبية .
في مباراة الإياب التي جمعت بين الفريقين في 2 سبتمبر انتهى الوقت الأصلي والإضافي للمباراة بالتعادل السلبي بدون أهداف .
تمت إقامة مباراة ثالثة بين الفريقين لكسر التعادل السائد بينهما في 18 نوفمبر ولعب كاسترو دور حيوي في قيادة فريقه لتحقيق الانتصار بتسجيله 3 أهداف ولتنتهي المباراة 3-2 لصالح نادي ناسيونال مونتيفيديو وبذلك حقق فريقه بطولة الدوري ولم يتم تسليم نادي ناسيونال مونتيفيديو درع البطولة إلا في نوفمبر 1934 .

### المنتخب
لعب كاسترو أول مباراة دولية مع منتخب الأوروغواي في نوفمبر 1923 بينما لعب آخر مباراة دولية في أغسطس 1935 وبذلك لعب كاسترو 25 مباراة دولية مسجلا 18 هدف.
ساهم كاسترو في تتويج منتخب بلاده بالميدالية الذهبية في دورة الألعاب الأولمبية 1928 التي أقيمت في العاصمة الهولندية أمستردام  وببطولة كأس العالم لكرة القدم 1930 التي استضافتها بلاده وببطولة كأس أمريكا الجنوبية 1926 التي أقيمت في تشيلي و1935 التي أقيمت في بيرو .
يذكر بأن كاسترو يعتبر أول لاعب يسجل لصالح منتخب الأوروغواي في بطولات كأس العالم . اعتزل كاسترو اللعب في سنة 1936 .

## المسيرة التدريبية
بعد اعتزاله اللعب تولى كاسترو تدريب نادي ناسيونال مونتيفيديو قاده لتحقيق بطولة دوري الدرجة الممتازة 5 مرات في 1940 ، 1941 ، 1942 ، 1943 ، و 1952 .

## النهاية
توفي كاسترو في سنة 1960 عن عمر ناهز 55 سنة نتيجة أزمة قلبية .